# Joseph McCabe
Joseph Martin McCabe (Macclesfield, 12 novembre 1867 – 10 gennaio 1955) è stato uno scrittore e oratore britannico.
Entrò nell'ordine francescano a quindici anni e nel 1890 fu ordinato sacerdote. In seguito abbandonò l'abito talare, diventando un convinto sostenitore del libero pensiero e un oppositore della Chiesa cattolica. Fu un autore estremamente produttivo.